# تدخين سلبي

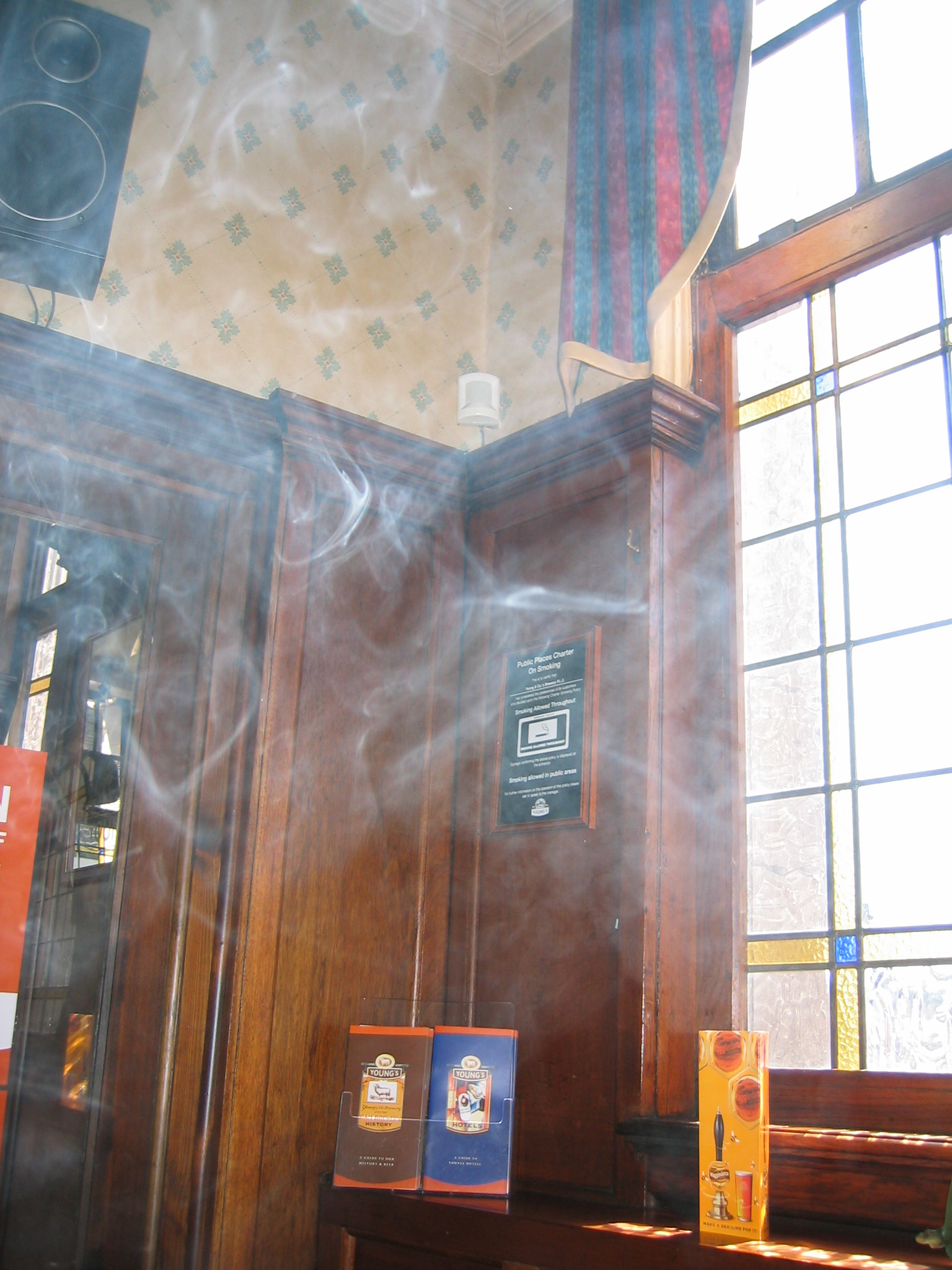
دخان التبغ في حانة أيرلندية قبل تفعيل قانون حظر التدخين في 29 مارس 2004

التدخين السلبي يعني استنشاق الدخان المنبعث من منتجات التبغ التي يستخدمها الآخرون. ويُطلق عليه الدخان غير المباشر (secondhand smoke - SHS) أو دخان التبغ البيئي (environmental tobacco smoke - ETS). ويحدث ذلك عند التعرض لدخان التبغ الذي ينفذ إلى أية بيئة، ما يتسبب في استنشاق الموجودين داخل تلك البيئة له. وقد أثبتت الأدلة العلمية أن التعرض لدخان التبغ غير المباشر يسبب المرض والعجز وقد يتسبب بالوفاة.
لقد كان للتدخين السلبي دور رئيسي في الجدل المثار حول أضرار منتجات التبغ وضرورة وضع قواعد تنظيمية لاستخدام هذه المنتجات. منذ أوائل سبعينيات القرن العشرين، كان التدخين السلبي هو الشغل الشاغل لشركات صناعة التبغ، حيث إنه يمثل تهديدًا خطيرًا لمصالحها التجارية؛ وكانت فكرة دفع الأذى عن «المارة الأبرياء» من غير المدخنين الدافع الأساسي لفرض قواعد أكثر صرامة على منتجات التبغ. وعلى الرغم من إدراكها المسبق للأضرار المحتملة للتدخين السلبي، إلا أن شركات تصنيع التبغ قد نسقت فيما بينها لتوجيه دفة الجدل العلمي للحيلولة دون وضع قواعد تنظيمية مسبقة لمنتجاتها. وهناك إجماع علمي في الوقت الحالي حول المخاطر الصحية لدخان التبغ غير المباشر، ومثلت هذه المخاطر أحد الدوافع الرئيسية وراء حظر التدخين في أماكن العمل وفي الأماكن العامة المغلقة، ويشمل ذلك المطاعم والحانات والنوادي الليلية.

## الآثار طويلة المدى
أثبتت العديد من الأدلة العلمية أن دخان التبغ غير المباشر يؤدي إلى العديد من الأمراض تمامًا مثل التدخين المباشر، بما في ذلك أمراض القلب والجهاز الدوري وسرطان الرئة وأمراض الجهاز التنفسي. وتشمل هذه الأمراض:
- السرطان
  - بوجه عام: زيادة خطر الإصابة به بشكل عام؛[7] فباستعراض الأدلة المتراكمة على الصعيد العالمي، خلصت الوكالة الدولية لأبحاث السرطان عام 2004 إلى أن «التدخين اللاإرادي (التعرض لدخان التبغ غير المباشر أو دخان التبغ 'البيئي') يؤدي إلى إصابة الإنسان بالسرطان.»[4]
  - سرطان الرئة: كان اقتران التدخين السلبي بسرطان الرئة موضع دراسة مكثفة. أثبتت سلسلة من الدراسات - أجريت في الولايات المتحدة في الفترة من 1986-2003،[8][9][10][11] وفي المملكة المتحدة في عام 1998،[12][13] وفي أستراليا في عام 1997[14]، إضافة إلى العديد من الدراسات على المستوى الدولي في عام 2004[15] - بالأدلة الدامغة تزايد المخاطرة النسبية بشكل هائل بين من يتعرضون لدخان التبغ السلبي.[16]
  - سرطان الثدي: خلصت وكالة حماية البيئة بكاليفورنيا في عام 2005 إلى أن التدخين السلبي يزيد من احتمالية التعرض لخطر الإصابة بسرطان الثدي في المقام الأول بين النساء الأصغر سنًا في مرحلة ما قبل أنقطاع الطمث بنسبة 70%[3]، وأعلنت جمعية الجراحين العموميين في الولايات المتحدة أن الدليل مقبول ظاهريًا، لكنه لا يزال غير كاف لتأكيد هذه العلاقة السببية.[2] في المقابل، أعلنت الوكالة الدولية لأبحاث السرطان في عام 2004 عن عدم وجود «ما يدعم وجود علاقة سببية بين التعرض اللاإرادي لدخان التبغ وبين سرطان الثدي الذي يصيب غير المدخنين.»[4]
  - سرطان الخلايا الكلوية: توضح إحدى الدراسات الحديثة تزايد احتمالية التعرض لخطر الإصابة بسرطان الخلايا الكلوية بين غير المدخنين الذين يتعرضون للتدخين السلبي سواء في المنزل أو أماكن العمل.[17]
  - لا يبدو أن التدخين السلبي له علاقة بالإصابة بمرض سرطان البنكرياس.[18]
  - أورام المخ: تتزايد احتمالية التعرض لخطر الإصابة بأورام المخ بصورة هائلة بين الأطفال الذين يتعرضون لمعدلات عالية من التدخين السلبي، حتى لو كانت الأم لا تدخن،[19] لذلك لا تقتصر الخطورة على تعرض الوالدين للدخان في مرحلة الحمل.
- أمراض الأنف والأذن والحنجرة: احتمالية تعرض الإذن للإصابة بالعدوى.[20]
- أمراض الجهاز الدوري: احتمالية التعرض لأمراض القلب،[21] وانخفاض معدل ضربات القلب المتغيرة، وارتفاع معدل ضربات القلب.[22]
  - أظهرت الدراسات المتعلقة بعلم انتشار الأمراض والأوبئة أن كلاً من التدخين السلبي والإيجابي يزيدان من خطر التعرض للإصابة بتصلب الشرايين.[23]
- أمراض الرئة:
  - خطر التعرض للإصابة بمرض الربو.[24]
- ضعف الإدراك والعته: قد يؤدي التعرض لدخان التبغ غير المباشر إلى تزايد خطر التعرض للإصابة بضعف الإدراك والعته لدى البالغين من فئة 50 سنة فأكثر.[25]
- الحمل والأمراض والمشكلات المتعلقة به:
  - نقص وزن المولود[3]، الجزء (ب)، الفصل الثالث.[26]
  - الولادة المبكرة[3]، الجزء (ب)، الفصل  الثالث (يُلاحظ أن الدليل على وجود علاقة سببية يوصف بأنه «مقبول ظاهريًا» حسب إعلان جمعية الجراحين العموميين في الولايات المتحدة في تقريره لعام 2006.[27])
- مخاطر عامة
  - تفاقم الربو، وحالات الحساسية، وغيرها من الحالات المرضية.[28]
- المخاطر المحدقة بالأطفال:[29]
  - متلازمة الموت المفاجئ عند الأطفال الرضع.[30][31] في تقريرها لعام 2006، تخلص جمعية الجراحين العموميين في الولايات المتحدة إلى: "أن الأدلة كافية لاستنتاج وجود علاقة سببية بين التعرض لدخان التبغ غير المباشر والموت المفاجيء عند الأطفال الرضع.[32]
  - الربو[33][34]
  - عدوى الرئة[35][36][37][38]
  - التعرض لحالات شديدة من الإصابة بمرض التهاب الشعب الهوائية وحدوث نتائج أسوأ[39]
  - زيادة احتمالية الإصابة بمرض السل في حالة التعرض لأحد العوامل الناقلة للمرض.[40]
  - الإصابة بأمراض الحساسية
  - داء كرون[41]
  - التعرض لصعوبات التعلم وتأخر النمو والتأثيرات السلوكية العصبية.[42][43] تشير التجارب التي أجريت على حيوانات الاختبار إلى دور النيكوتين وأول أكسيد الكربون في المشكلات العصبية المعرفية.[38]
  - تزايد معدلات تسوس الأسنان (وكذلك المؤشرات الحيوية اللعابية المرتبطة بها) والتي اقترنت بزيادة معدلات التدخين السلبي لدى الأطفال.[44]
  - زيادة خطر التعرض للإصابة بعدوى الأذن الوسطى.[45][46]
- زيادة كلية في خطر التعرض للموت لكل من البالغين والأطفال، حيث تشير التقديرات إلى أن التدخين السلبي يتسبب في وفاة 53,000 شخص من غير المدخنين سنويًا ـ مما يجعله السبب الرئيسي الثالث من أسباب الموت الممكن اتقاؤه في الولايات المتحدة[47][48] وبين الأطفال.[49]

## الآليات السببية
أفادت إحدى الدراسات التي أجرتها الوكالة الدولية لأبحاث السرطان عام 2004 والتي تعد جزءاََ من منظمة الصحة العالمية أن غير المدخنين يتعرضون للمواد المسرطنة تمامًا مثل المدخنين بشراهة. يحتوي الدخان الثانوي الناجم عن التدخين على أكثر من 4,000 مادة كيميائية، بما في ذلك المواد المسرطنة المعروفة والتي يبلغ عددها 69 مادة. ومن أكثر هذه المواد خطورة الهيدروكربونات العطرية متعددة الحلقات، ومركبات النِتْروزامين الموجودة في أنواع معينة من منتجات التبغ والأمينات العطرية مثل رباعي-أمينوبايوفينيل، والتي تعرف جميعها بأنها مواد مسرطنة للغاية. يحتوى تيار الدخان الرئيسي الناجم عن التدخين، إضافة إلى تيار الدخان الثانوي، والدخان غير المباشر على المكونات نفسها تقريبًا، إلا أن تركيز تلك العناصر يختلف باختلاف نوع الدخان. وقد أثبتت الأبحاث التي قامت بها شركات التبغ نفسها أن أكثر من مادة من المواد المسرطنة المعروفة تتواجد في التركيزات المرتفعة من الدخان الثانوي بصورة أكثر من تواجدها في الدخان الرئيسي.
ثبت أن الانبعاثات الملوثة الدقيقة الصادرة عن دخان التبغ البيئي تفوق مثيلاتها الصادرة عن محرك ديزل منخفض الانبعاثات إذا تم تشغيله في وضع الثبات. ففي تجربة أجراها المعهد الوطني الإيطالي للسرطان، تُركت ثلاث سجائر تحترق وتدخن من غير لهب، واحدة تلو الأخرى، في جراج سيارات سعته 60 متر مكعب وليس به منافذ تهوية جيدة، أصدرت السجائر انبعاثات دقيقة ملوثة تخطت حدود الجراج، وكذلك تركيزات مواد دقيقة تصل إلى 10 أضعاف الانبعاثات التي يصدرها محرك يعمل في وضع الثبات.
يؤدي التعرض للدخان الصادر عن التبغ إلى آثار فورية وهائلة على الدم والأوعية الدموية على نحو يزيد من احتمالية الإصابة بأزمات قلبية، وبخاصة في الحالات المعرضة بالفعل لخطر الإصابة. يؤدي التعرض لدخان التبغ لمدة 30 دقيقة إلى التقليل بشكل هائل من سرعة تدفق الدم عبر الشرايين التاجية لدى غير المدخنين الذين لا يعانون من أية مشكلات صحية.
يمكن أن تتليف أنسجة الرئة في فئران التجارب من جراء التعرض المستمر لدخان التبغ الثانوي (30 سيجارة يوميًا) على مدى 45 يومًا. كما لوحظ أيضًا زوال حبيبات أية خلية بدينة في الرئة وهو ما يؤدي إلى الإضرار بالرئة.
ظهر مصطلح «الدخان ما بعد الثانوي» في الآونة الأخيرة لتعريف الدخان المتبقي من السيجارة بعد إطفائها وانقشاع دخان التبغ الثانوي من الهواء. ترجح الأبحاث الأولية أن الانبعاثات الصادرة عن الدخان ما بعد الثانوي قد تشكل خطورة على الصحة، على الرغم من عدم القدرة على تحديد حجمها، إن وجدت، حتى وقتنا هذا.

## الدراسات المتعلقة بعلم انتشار الأمراض والأوبئة
وتظهر الدراسات المتعلقة بعلم انتشار الأمراض والأوبئة أن غير المدخنين الذين يتعرضون للدخان غير المباشر الناجم عن التدخين معرضون للعديد من المشاكل الصحية المرتبطة بالتدخين المباشر.
في عام 1992، نشرت مجلة الجمعية الطبية الأمريكية تقريرًا حول الأدلة المتوفرة حول العلاقة بين الدخان غير المباشر وأمراض القلب، وأشار التقرير إلى أنه يُقدر أن التدخين السلبي يعد مسؤولًا عما يتراوح من 35,000 إلى 40,000 حالة وفاة سنويًا في الولايات المتحدة في أوائل الثمانينيات من القرن العشرين. بلغت زيادة المخاطر المطلقة المرتبطة بالإصابة بأمراض القلب الناجمة عن دخان التبغ البيئي 2.2%، بينما بلغت المخاطر النسبية 23%.
تشير الأبحاث التي تستخدم مقاييس أكثر دقة في أثناء التعرض للدخان غير المباشر، تشير إلى أن المخاطر التي يتعرض لها غير المدخنين قد تفوق كثيرًا هذه التقديرات. أفادت دراسة بريطانية إلى أن التعرض للدخان غير المباشر يزيد من احتمالية التعرض لخطر الإصابة بأمراض القلب لغير المدخنين بنسبة تصل إلى 60%، على غرار التدخين المعتدل. تشير الدلائل أيضًا إلى أن نسبة السمية في الدخان الثانوي الذي يتم استنشاقه، وهو المكون الرئيسي للدخان غير المباشر، تبلغ أربعة أضعاف السمية التي يحتويها دخان التيار الرئيسي، وهذه حقيقة معروفة لدى شركات تصنيع التبغ منذ مطلع الثمانينيات في القرن العشرين.

 ويعتقد بعض العلماء أن مخاطر التدخين السلبي، ولا سيما خطر التعرض للإصابة بأمراض القلب التاجية، قد تم الاستهانة بها إلى حد بعيد.
لم يتمكن عدد قليل من خبراء علم انتشار الأمراض والأوبئة من فهم كيف يمكن أن يؤدي دخان التبغ البيئي، الذي يبدو أخف كثيرًا من الدخان الذي يستنشقه مدخن السيجارة، أن يؤدي إلى تأثير يعد مسئولاً إلى حد بعيد عن زيادة احتمالية الإصابة بأمراض القلب والشريان التاجي المنتشرة بين المدخنين الشرهين. يشير أحد التفسيرات المقترحة إلى أن الدخان غير المباشر ليس مجرد صورة مخففة من «دخان» التبغ الرئيسي، ولكن مكوناته مختلفة حيث يحتوي على مواد سامة أكثر في كل جرام من إجمالي الجسيمات العالقة في الهواء. يبدو أن التدخين السلبي قادر على التعجيل بحدوث المظاهر الحادة لأمراض القلب والأوعية الدموية (جلطات الأوعية الدموية) ويمكن أن يكون له تداعيات سلبية على النتائج الخاصة بالمرضى الذين يعانون من متلازمة الشريان التاجي الحادة.
في عام 2004، استعرضت الوكالة الدولية لأبحاث السرطان التي تعد جزءًا من منظمة الصحة العالمية، جميع الأدلة الهامة المنشورة بشأن التدخين والسرطان. وخلصت إلى أن:
أكدت التحليلات المجمعة التي أجريت لاحقًا هذه النتائج، وأثبتت دراسات أخرى أن التعرض بصفة عامة لكميات هائلة من الدخان السلبي، حتى بين هؤلاء الذين يتواجدون مع غير المدخنين، يقترن بزيادة أكبر بالنسبة لمخاطر التدخين عنه بين الذين يتواجدون مع مجموعة من المدخنين، وهو ينتشر على نطاق واسع بين غير المدخنين.
يستشهد المجلس الوطني للربو في أستراليا بدراسات توضح أن دخان التبغ البيئي قد يحتوي أكثر المواد المسببة للتلوث في الأماكن المغلقة، وخصوصًا لدى الأطفال الصغار:
- يؤدي تدخين أحد الوالدين، وخاصة الأم، إلى زيادة خطر الإصابة بالربو لدى الأطفال.
- يبدو أن حالة الإصابة بالربو في مرحلة الطفولة المبكرة تكون أسوأ في الأسر التي يدخن أفرادها.
- يعاني الأطفال المصابون بالربو الذين يتعرضون للتدخين في المنزل من أمراض أكثر حدة بشكل عام.
- يؤدي دخان التبغ البيئي إلى إثارة نوبة الربو لدى الأشخاص البالغين المصابين بالمرض.
- ينتشر الربو المعتمد على تشخيص طبيب أكثر بين البالغين غير المدخنين الذين يتعرضون لدخان التبغ البيئي أكثر من مثيليهم الذين لا يتعرضون للدخان نفسه. بالنسبة للمصابين بالربو، يقترن ارتفاع معدلات التعرض لدخان التبغ البيئي بزيادة احتمالية التعرض لنوبات حادة.

في فرنسا، يُقدَّر أن التدخين السلبي يسبب ما بين 3,000 و 5,000 حالة وفاة مبكرة سنويًا، حيث ذكر رئيس الوزراء الفرنسي دومينيك دو فيلبان الرقم الأكبر أثناء إعلانه عن حملة لحظر التدخين على مستوى الدولة بأكملها: «وهذا معناه أن هناك 13 حالة وفاة يوميًا. وهذه الحقائق لا تتفق مع مبادئ الصحة العامة التي يجب أن نحافظ عليها في بلادنا.»
هناك أدلة ملحوظة تشير إلى أن التشريعات التي تدعو لحظر التدخين تؤدي إلى تراجع أعداد المصابين بأمراض القلب. أكدت دراستان أجريتا في الولايات المتحدة عام 2009 على فعالية حظر التدخين في الأماكن العامة في الوقاية من النوبات القلبية. أثبتت الدراسة الأولى، التي أجريت في جامعة كاليفورنيا في سان فرانسيسكو وبتمويل من المعهد الوطني للسرطان، انخفاض حالات الإصابة بالنوبات القلبية بنسبة 15% في السنة الأولى لحظر التدخين في الأماكن العامة، وبلغت هذه النسبة 36% بعد مرور ثلاث سنوات من الحظر. أثبتت الدراسة الثانية، والتي أجريت في كلية الطب التابعة لجامعة كانساس، نتائج مماثلة. عمومًا، كان للمرأة وغير المدخنين ومن تقل أعمارهم عن 60 عامًا النصيب الأوفر في تراجع معدلات خطورة الإصابة بالنوبات القلبية. وكان أكبر المستفيدين من هذا التراجع في معدلات الإصابة بالنوبات القلبية العاملين في مجالي الفندقة والترفيه.

### دراسات على حيوانات التجارب

#### التعرض المباشر للدخان في بيئات تجريبية
جرت أولى المحاولات الموثقة لإحداث أورام خبيثة في الحيوانات باستخدام منتجات التبغ في عام 1911. في عام 2004، أصدرت الوكالة الدولية لأبحاث السرطان، التي تعد جزءًا من منظمة الصحة العالمية، سلسلة من الدراسات العلمية والتي تعد خلاصة الأبحاث التي أجريت بداية من ستينيات القرن العشرين وما تلاها حول مدى قدرة التبغ باعتباره مادة مسرطنة على إصابة العديد من حيوانات التجارب بالسرطان.

##### الأساليب
وفقاً للدراسات العلمية التي أجرتها الوكالة الدولية لأبحاث السرطان، يتم تحديد مدى قدرة دخان السجائر على إحداث السرطان بطريقتين. يُوجه دخان السجائر المكثف في الطريقة الأولى إلى الجلد. ويُجمع دخان السجائر المكثف بتمريره من خلال أنابيب باردة واسترداد المواد المتبقية. وعادة ما يتم تنفيث دخان السجائر من خلال جهاز ويتم غسل المادة من الأنابيب باستخدام مادة متطايرة مثل الأسيتون، والتي يتم إزالتها فيما بعد. لم توضع معايير موحدة للعديد من الخطوات الخاصة بتجميع دخان السجائر المكثف في كل المختبرات، بما في ذلك كيفية تخزين الدخان المكثف، وأعداد السجائر التي يتم تدخينها ونمط تدخينها، ونوع المذيب المستخدم. بمجرد جمع الدخان المكثف، يتم دهان جلد الحيوان موضع الاختبار بها، ومن ثم يتم دراسة معدل نمو الورم في فترات محددة.
الأسلوب الثاني، كما ورد في الدراسات العلمية التي تجريها الوكالة، والذي يُستخدم لقياس نسبة التسرطن من جراء تعرض الحيوانات لدخان السجائر، يجري خلاله تعريض الحيوانات لدخان السجائر مباشرة. ويُعرف دخان السجائر المباشر في الدراسات التي تجريها الوكالة الدولية لأبحاث السرطان بأنه عبارة عن دخان السجائر المنبعث من نهاية فم السيجارة المشتعلة، وهو يمثل بذلك الدخان الذي يتعرض لمعظمه المدخنون. كما تحدد الدراسات التي تجريها الوكالة الدولية لأبحاث السرطان الأساليب والمعدات التي طورها العلماء للوصول إلى فعالية أكثر وتوحيد معايير نقل دخان السجائر المباشر. تتفاوت هذه الوسائل في حالة تعرض الجسم كله للدخان وفي حالة تعرض الأنف فقط، ولكنها عادة ما تشمل دخان السجائر الذي ينفث من خلال جهاز ومن ثم يُضخ في حجرة صغيرة تتضمن الحيوان موضع الاختبار. وهناك مجموعة منوعة من العوامل تميز بين تجربة المدخن الإنسان وبين هذه الحيوانات المخبرية. يستنشق الإنسان المدخن دخان السجائر بإرادته، وبالتالي فإن الدخان يصل إلى أعماقه مقارنة بوضع حيوانات الاختبار التي تأخذ أنفاسًا قصيرة وسطحية عندما تتعرض للدخان. هذا إضافة إلى أن البنية التشريحية للجهاز التنفسي العلوي لحيوانات الاختبار، التي تتمثل أساسًا في القوارض والكلاب، تختلف بصورة هائلة عن البشر. ورغم كل هذه المتغيرات، فإنه يمكن تحديد جرعات الدخان التي تصل إلى هذه الحيوانات من خلال دراسة عينات من الدم والأنسجة. تتطلب الكلاب، والتي لا يمكن تعريضها بسهولة لدخان السجائر من خلال غرف استنشاق مثل القوارض الصغيرة، أساليب مختلفة للتعرض لدخان السجائر. وتشمل هذه الأساليب إجراء جراحة ثقب القصبة الهوائية (thracheostomy)، حيث يُضخ الدخان عبر أنبوب مباشرةً من خلال فتحة في حلق الكلب، أو من خلال قناع يتم تركيبه على وجه الكلب.

##### النتائج
وخلصت الدراسات التي أجرتها الوكالة الدولية لأبحاث السرطان إلى أن توجيه دخان السجائر المكثف إلى جلد الفئران يؤدي إلى تكوين أورام حميدة وخبيثة. وعلى الرغم من أن فكرة تسبب دخان التبغ في السرطان قد تجسدت أولاً في البشر، إلا أنه تم تعريض أنواع عديدة من الحيوانات لاستنشاق الدخان المنبعث من التبغ في إطار محاولات لتقديم أدلة تجريبية إضافية إلى جانب وضع ضوابط للعديد من العوامل التجريبية الأخرى، مثل أنواع التبغ، ومستويات التعرض للأدخنة، والتي لا يمكن السماح بها من الناحية الأخلاقية في الدراسات البشرية. خلصت الدراسات التي أجرتها الوكالة الدولية لأبحاث السرطان، والتي تعد دراسات مرجعية تم فيها استخدام عدة أساليب لاستنشاق الأدخنة، إلى أن الالتهابات الرئوية التي تحدث للفئران المخبرية المعرضة لدخان السجائر تزيد عن تلك التي تحدث للمجموعات الضابطة. منذ ستينيات القرن العشرين، كان جرذ الهامستر السوري الذهبي هو أكثر الحيوانات المستخدمة في التجارب التي تُجرى على مدى تسبب دخان التبغ في الإصابة بالسرطان بسبب مقاومته لحالات العدوى الرئوية إضافة إلى أنه نادرًا ما يكوِّن أوراماً في الرئة بصورة عفوية. وقد أكدت الدراسات التي قامت بها الوكالة مرارًا وتكرارًا على أن الدخان المنبعث من التبغ يسبب السرطان للفئران.
كما كشفت الدراسات التي أجرتها الوكالة كذلك أن بعض مجموعات الفئران المعرضة لدخان التبغ المباشر، ولكن ليس كلها، تعد أكثر عرضة لتكوين أورام الرئة. تضمنت تلك الدراسات المشار إليها أيضًا أرانب وكلابًا ولكنها أسفرت عن نتائج أقل حسمًا. وعلى الرغم من ذلك، ذكر العلماء الذين أجروا هذه الدراسات مواطن قصور عديدة قد أثرت على تجاربهم كصغر مجموعات الاختبار والمجموعات الضابطة وضياع بعض البيانات، وهي النقاط التي يمكن أن نعزو إليها السبب في عدم التوصل إلى نتائج حاسمة.

#### تأثيرات دخان التبغ البيئي
أجريت العديد من الدراسات الأخرى لتحديد مدى قدرة دخان التبغ البيئي على إصابة الحيوانات بالسرطان. تُجرى هذه الدراسات عادة باستخدام دخان التبغ البيئي المختبري، والتي يُستخدم فيها الدخان الثانوي المكثف، أو الدراسات القائمة على مراقبة إصابة الحيوانات الأليفة بالسرطان.

##### دخان التبغ البيئي المختبري
لمحاكاة دخان التبغ البيئي، يعرِّض العلماء الحيوانات للدخان الثانوي، والذي يصدر من اشتعال فوهة السيجارة مخروطية الشكل والورقة المحيطة بها، أو من خلال تعريضها لمزيج من الدخان الرئيسي والدخان الثانوي. خلصت الدراسات التي أجرتها الوكالة الدولية لأبحاث السرطان إلى أن الفئران التي تتعرض لدخان التبغ البيئي المختبري لفترات طويلة، أي بمعدل ست ساعات يوميًا على مدى خمسة أيام في الأسبوع، لمدة خمسة أشهر يليها فاصل زمني يبلغ أربعة أشهر قبل إجراء التشريح، تتزايد احتمالية إصابتها بأورام الرئة مقارنة بالمجموعات الضابطة.

##### دخان التبغ الثانوي المكثف
أثبتت الدراسات التي قامت بها الوكالة الدولية لأبحاث السرطان أن دخان التبغ الثانوي المكثف يتميز بتأثير مسرطن على الفئران أعلى بشكل ملحوظ من دخان التبغ الرئيسي المكثف.

##### الدراسات القائمة على ملاحظة الحيوانات الأليفة
المفهوم الشائع هو أن الدخان غير المباشر يعد من ضمن عوامل الخطورة المسببة للسرطان لدى الحيوانات الأليفة. ربطت إحدى الدراسات التي أجريت في كل من كلية الطب البيطري في جامعة تافتس وجامعة ماساتشوستس، بين إصابة القطط بسرطان الفم وبين التعرض لدخان التبغ البيئي من خلال تعبير الجين بي53 المفرط. خلصت دراسة أخرى أجريت في الجامعتين نفسيهما إلى أن القطط التي تعيش في بيت مدخن تكون أكثر عرضة للإصابة بمرض سرطان الغدد الليمفاوية؛ وتزيد خطورة الإصابة بالمرض مع تزايد فترة التعرض للدخان غير المباشر وعدد المدخنين في المنزل. لم تصل الدراسة التي أجراها الباحثون في جامعة كولورادو، والتي كانت تبحث في حالات الكلاب المصابة بسرطان الرئة، إلى نتائج حاسمة بوجه عام، وذلك على الرغم من أن الباحثين أشاروا إلى ارتباط ضعيف بين إصابة الكلاب بسرطان الرئة وبين التعرض لدخان التبغ البيئي. لم يثبت وجود علاقة بين خطورة تعرض الكلاب لسرطان الرئة وبين كل من عدد المدخنين في المنزل، وكمية السجائر التي تُدخن في المنزل يوميًا، ومقدار الوقت الذي قضاه الكلب داخل البيت.
عام 1990، اقترح أحد الباحثين العاملين في مجال صناعة التبغ في ألمانيا إجراء دراسة حول تأثيرات تعرض الحيوانات للدخان غير المباشر على مدى حياتها. اعترضت شركة فيليب موريس على إجراء الدراسة المقترحة، كما ورد في أحد التقارير الداخلية للشركة:
PM [Philip Morris] recently succeeded in blocking Adlkofer's plan to conduct lifetime animal inhalation study of sidestream smoke. (...an INBIFO study has shown that in 90-day inhalation test, no non-reversible changes has [sic] been detected. In a lifetime study, the results were almost certain to be less favorable. Based on the analysis, the other members of the German industry agreed that the proposed study should not proceed).

عام 2008، أثبتت دراسة أجريت في مركز هنري فورد للعلوم الصحية أن توفير معلومات بشأن الآثار الضارة للتدخين السلبي على الحيوانات الأليفة سيدفع 28.4% من أصحاب هذه الحيوانات للإقلاع عن التدخين، وسوف يطالب حوالي 8.7% ممن يعيشون معهم من المدخنين أن يرحلوا عن المنزل، وسيتوقف 14.2% منهم عن التدخين داخل المنزل.

#### آراء الناشطين في مجال حقوق الحيوان
يُثار جدل شديد حول إجراء اختبارات على الحيوانات ولا سيما اختبارات النيكوتين ومنتجات التبغ. تطالب الجماعات الناشطة في مجال حقوق الحيوان شركات مثل شركة فيليب موريس المتخصصة في صناعة التبغ بتمويل الأبحاث المتعلقة بآثار التبغ على الحيوان. تعلن بعض المجموعات المنادية بالتغيير، الاجتماعي مثل جمعية Change.org  أن شركات التبغ تقوم في الوقت الحالي بتمويل الاختبارات التي تُجرى على الحيوانات في التجارب المتعلقة بتأثير النيكوتين، على الرغم من أن بعض هذه الحيوانات تكون حديثة الولادة أو حامل.
كما تدّعي جمعية change.org أن المعهد الوطني للصحة قدّم 16.5 مليون دولار كدعم للأبحاث التي تُجرى على النيكوتين. شهدت العلاقة بين مجموعات الناشطين في مجال حماية الحيوانات وبين الباحثين، توترًا شديدًا، وقد انعكس هذا بوضوح في الهجوم الحاد الذي تعرض له أحد الباحثين. تعرضت إيدث دي لندن، الأستاذة بجامعة كاليفورنيا ورئيسة الفريق البحثي الذي قام بإجراء دراسة لمدة 3 سنوات، لهجوم من ناشطين واجتياح منزلها من قبل أعضاء جبهة حماية حقوق الحيوان، كما وُجدت قنبلة حارقة أمام منزلها، أعلنت جمعية حماية الحيوانات في أمريكا الشمالية مسئوليتها عنها. كتبت إيدث لندن مقالاً بعد الحادث بعنوان “Why I use animals in my research” أي «لماذا أستخدم الحيوانات في أبحاثي» تشرح فيه أسباب استخدام الحيوانات في بحثها العلمي. تؤكد لندن في المقال اهتمامها الشديد بحل مشكلة الإدمان ومد يد العون لأولئك الذين يرغبون في الإقلاع عن إدمان التبغ، ولكنهم في حاجة لمن يساعدهم. واعترفت بالفعل بأنها تتلقى تمويلاً من شركة فيليب موريس الأمريكية ولا ترى مشكلة في ذلك.
تدعي شركة فيليب موريس على موقعها الإلكتروني أنها لا تقوم في الوقت الراهن بأية أبحاث داخلية باستخدام حيوانات التجارب. وأن الشركة تقوم بالفعل بتمويل الأبحاث الخارجية، ولكنها تدعي أن ذلك يتم بطريقة إنسانية ومسئولة كما هو موضح في الشهادة الحاصلة عليها من الجمعية الدولية لتقييم واعتماد رعاية حيوانات التجارب.
أعلنت شركة التبغ الأمريكية American Spirit عام 2001 أنها قررت اللجوء إلى إنتاج سجائر دون استخدام حيوانات في اختبارها. لاقت هذه الخطوة إشادة جمعيات الناشطين في مجال حماية الحيوانات، كما أنها أدت إلى تشجيع شركات التبغ الأخرى على أن تحذو حذو شركة التبغ الأمريكية American Spirit.
تتمثل الحجة الرئيسية لجمعيات الناشطين في مجال حماية الحيوانات في عدم الحاجة للاستمرار في إجراء هذه التجارب على الحيوانات لإثبات الآثار الضارة للتبغ، حيث إنها معروفة سلفًا في واقع الأمر، علاوة على جهودهم التي يبذلونها في مجال علاج الحيوانات. تميل مجلة Impact Press إلى الادعاءات التي تشير إلى أنه «في التجربة الواحدة، يقوم العاملون في التشريح بعمل ثقوب في حناجر كلاب الصيد البيجل ويجعلونها تتنفس دخان سجائر مركز لمدة عام كامل». تشير المجموعة أيضًا إلى أن قرود الريص في مركز أوريجون الرئيسي للأبحاث الإقليمية تعيش في أقفاص حديدية ضيقة إضافة إلى أن القردة الحوامل تتعرض للنيكوتين. كذلك، يستنكر الناشطون العاملون في مجال حماية الحيوان الدراسة الممولة من مؤسسة «مارش أوف دايمز» والتي يتم فيها إعطاء النيكوتين للفئران الحوامل، ثم يتم اختبار النسل لمعرفة كيفية تصرفه في متاهة. تستخدم جمعية بيتا للرفق بالحيوان شعارات مثل «لا تحرق نفسك بمنتجات فيليب موريس. إنهم يستخدمون أموالك الخاصة لإيذاء الحيوانات». وتدعي الجمعية أيضًا أنه لا تزال هناك تساؤلات حول مدى الوثوق في نتائج التجارب الحيوانية لدراسات التبغ إلا أن المقال Why Lab Animals Are Still Used الذي يتناول استخدام حيوانات التجارب يؤكد أن العديد من وكالات الأبحاث والوكالات التنظيمية الفيدرالية المتواجدة حاليًا لديها 200 وسيلة اختبار تقريبًا تضمن فعالية الدراسات الحيوانية. تتمثل مهمة اللجنة التنسيقية المشتركة المختصة بصلاحية الوسائل البديلة في مراجعة تلك الوسائل. ولا تزال هناك حاجة لإجراء دراسات مطولة حول آثار السجائر، ولذلك، يعتقد الباحثون أنفسهم أن الدراسات الحالية التي تعتمد على الحيوانات ليس مبالغًا فيها، بل ضرورية.

#### تسمم الحيوانات بالنيكوتين
لا يقتصر تأثر الحيوانات، مثل الكلاب والقطط والسناجب، وغيرها من الحيوانات الصغيرة، على استنشاق دخان السجائر غير المباشر، بل يمتد ليشمل التسمم بالنيكوتين. تصاب الحيوانات الأليفة المنزلية عادة، وخصوصًا الكلاب، عندما يترك أصحابها منتجات النيكوتين مثل أعقاب السجائر، والتبغ الممضوغ، أو علكة النيكوتين في متناول الحيوان. تمثل أعقاب السجائر التي يلقيها المدخنون مشكلة بالنسبة للحيوانات الصغيرة التي تحسبها طعامًا وتتناولها إذا وجدتها ملقاة على الأرصفة أو في صناديق القمامة. تشير أعقاب السجائر إلى بقايا السجائر بعد تدخينها والتي تتضمن الفلتر وهو ذلك الجزء الذي يهدف إلى ترشيح القطران والجسيمات الدقيقة والسموم من السيجارة مثل الأمونيا والزرنيخ والبنزين وزيت التربنتين وغيرها من السموم.
ويمكن العثور على كميات كبيرة من أعقاب السجائر في الفضلات المبعثرة. يمكن أن تستغرق عملية تحليل الفلتر إلى عناصره الأساسية ما بين 18 شهرًا إلى 10 سنوات كاملة. على الرغم من تشجيع حملات التوعية الخاصة بفضلات السجائر للمدخنين على تجنب إلقاء مثل هذه الفضلات إلى درجة الدعوة إلى حمل طفاية سجائر، إلا أن أعقاب السجائر تتصدر قائمة أسوأ مكونات القمامة في الولايات المتحدة. وهذا يسهل الأمر على الحيوانات الصغيرة مثل الكلاب الصغيرة والسناجب وحيوانات الراكون للعثور على النيكوتين وتناوله دون الشك في أمره. وتبلغ أعداد أعقاب السجائر التي يُلقَى بها في صناديق القمامة في جميع أنحاء العالم 4.5 تريليون عقب سيجارة سنويًا. تشير التقارير إلى أن أعقاب السجائر تمثل 30% من مكونات النفايات التي توجد على سواحل الولايات المتحدة.
تشكل هذه النفايات خطرًا على حيوانات مثل طيور النورس والسلاحف لأن تفاعل السموم الموجودة في أعقاب السجائر في مياه ضخمة مثل مياه المحيطات يمكن أن يؤدي إلى إلحاق أضرار جسيمة بالحياة البحرية. يشير باحثون في جامعة سان دييجو إلى أن أعقاب السجائر ذات الفلتر تعد سامة وخاصة بالنسبة للأسماك البحرية وأسماك المياه العذبة. يصل الأمر لأن يؤدي نقع عقب سجائر واحد ليوم واحد في المياه إلى القضاء على 50% من الأسماك الموجودة في لتر واحد من الماء. تعد الدلافين من أكثر الحيوانات البحرية من حيث نسبة الدهون في أجسادها، وتتركز السموم في هذه الدهون، لذلك تعد الدلافين هي الأكثر تضررًا من السموم.
يمكن أن تصاب الحيوانات بمشكلات صحية مثل القيء والارتجاف وإفراز كميات هائلة من اللعاب بسبب السموم الموجودة في أعقاب السجائر. نشرت المجلة البيطرية تقريرًا عن حالة أنثى كلب لابرادور تبلغ من العمر 10 سنوات تناولت أعقاب سجائر. تقيأت اللابرادور عدة مرات، وارتفعت نسب كل من نيتـروجين يوريا الدم، والبروتين الكلي، وتركيزات الألبومين، مع ملاحظة انحلال الدم وزيادة نسبة الدهون فيه. وكان يجب أن تتناول أنثى الكلب دواء أبومورفين هيدروكلوريد والفحم الطبي النشط إلى جانب سوائل أخرى. استعادت أنثى الكلب حالتها الصحية الطبيعية بعد 5 أيام من الواقعة. يُذكر أن مستوى سمية النيكوتين في الكلب أو القطة يتراوح من 20-100 ملجم وهو ما يتراوح من سيجارة واحدة إلى 5 سجائر.
وهناك منتَج جديد للنيكوتين في السوق وهو الحبوب القابلة للذوبان في الفم من النيكوتين والتي تحتوي على حوالي 1 ملجم من النيكوتين في كل حبة. هناك منتجات أخرى مثل Camel Strips وCamel Sticks اللذان يحتويان على 0.6 ملجم من النيكوتين في كل قطعة. وعلى الرغم من أن كمية النيكوتين في هذه المنتجات تعد منخفضة مقارنة بالنيكوتين الموجود في السيجارة الواحدة، إلا أن هذه المنتجات قد تكون أكثر جاذبية للحيوانات الصغيرة التي لا تعي شيئاََ مثل الجراء.

### مستوى المخاطر
في عام 2004، خلصت الوكالة الدولية لأبحاث السرطان التي تعد جزءًا من منظمة الصحة العالمية إلى وجود أدلة كافية على أن الدخان غير المباشر يصيب البشر بالسرطان.
ويعتقد معظم الخبراء أن التعرض للدخان غير المباشر بصورة معقولة ومن حين لآخر يضع احتمالاً ضعيفًا بتعرض غير المدخنين للإصابة بالسرطان ولكن يجب الانتباه إليه. تتوقف الخطورة الكلية على الجرعة الفعالة التي تنفذ إلى الجسم بمرور الزمن. يكون مستوى المخاطر أعلى إذا قضى المدخنون ساعات طويلة في بيئة مشبعة بدخان السجائر، مثل الشركة التي يدخن بها الموظفون أو العملاء طوال اليوم، أو مثل مؤسسات الرعاية الداخلية التي يمارس المقيمون فيها التدخين بكل حرية.
ذكرت جمعية الجراحين العموميين الأمريكية، في تقريرها لعام 2006، أن الإقامة أو العمل في مكان يُسمح فيه بالتدخين يزيد من خطورة تعرض غير المدخنين للإصابة بأمراض القلب بنسبة 25-30%، ويزيد من خطورة تعرضهم لسرطان الرئة بنسبة 20-30%.
ومع ذلك، يلاحظ منتقدو مثل هذه الدراسات أن المخاطر النسبية (أو نسب الأرجحية) الأقل من 2.0، وخصوصًا عندما تكون فترات الثقة كبيرة، لا يُعول عليها نسبيًا في تحديد العلاقات السببية.

## وجهة نظر هيئات الصحة العامة
هناك إجماع علمي على نطاق واسع أن التعرض للتدخين غير المباشر أمر مضر. وقد أقرت كل الهيئات الطبية والعلمية تقريبًا بوجود علاقة بين التدخين السلبي والمخاطر الصحية، بما في ذلك:
- منظمة الصحة العالمية[4]
- المعاهد الوطنية للصحة في الولايات المتحدة[105]
- مراكز مكافحة الأمراض[106]
- جمعية الجراحين العموميين الأمريكية[2]
- المعهد الوطني للسرطان في الولايات المتحدة[107]
- وكالة حماية البيئة في الولايات المتحدة[108]
- وكالة حماية البيئة بكاليفورنيا[3]
- الجمعية الأمريكية لأمراض القلب،[109] والجمعية الأمريكية لأمراض الصدر،[110] والجمعية الأمريكية للسرطان[111]
- الجمعية الطبية الأمريكية[112]
- الأكاديمية الأمريكية لعلوم طب الأطفال[113]
- المجلس الأسترالي الوطني للصحة والبحوث الطبية[114]
- اللجنة العلمية في المملكة المتحدة المعنية بالتبغ والصحة [115]
- وقعت حكومات 168 دولة على اتفاقية إطار عمل منظمة الصحة العالمية لمكافحة التبغ، وصدق عليها حاليًا 170 دولة. وتنص هذه الاتفاقية على «أن تقر الأطراف الموقعة على الاتفاقية بأن الأدلة العلمية قد أكدت بما لا يدع مجالاً للشك أن التعرض لدخان التبغ يسبب الوفاة والمرض والعجز.»[1]

## الرأي العام
أثبتت آخر الدراسات الاستقصائية التي أجريت في كل من المعهد الوطني للسرطان في الولايات المتحدة ومراكز مكافحة الأمراض أن الرأي العام يعتقد على نطاق واسع أن دخان التبغ غير المباشر ضار بالصحة. في الدراستين الاستقصائيتين اللتين أجريتا في عامي 1992 و2000، وافق أكثر من 80% من أفراد العينة على العبارة القائلة بأن دخان التبغ غير المباشر ضار بالصحة. ذكرت إحدى الدراسات التي أجريت في عام 2001 أن 95% من البالغين وافقوا على أن دخان التبغ غير المباشر يشكل خطرًا على الأطفال، ويعتقد 96% من البالغين أن ادعاءات المسئولين عن صناعة التبغ بأن دخان التبغ غير المباشر غير ضار هي ادعاءات باطلة.
في عام 2007، أجرى معهد غالوب لاستطلاع الآراء استطلاعًا أشار إلى أن 56% من المشاركين في الاستطلاع يرون أن دخان التبغ غير المباشر «خطر للغاية»، وهي النسبة التي ظلت ثابتة نسبيًا منذ عام 1997. يعتقد 29% ممن شملهم استطلاع الرأي بأن الدخان غير المباشر يعد «ضارًا إلى حد ما»، وأكد 10% منهم أنه «ليس ضارًا تمامًا»، بينما أشار 5% منهم إلى أنه «غير ضار على الإطلاق».

## الجدل المثار حول أضرار التدخين السلبي
وكجزء من محاولتها لمنع تشديد الإجراءات على ممارسة التدخين أو حتى التخفيف منها، قامت شركات التبغ بتمويل عدد من الدراسات العلمي، وكانت تسعى جاهدة لنشر نتائج هذه الدراسات إذا جاءت على هواها بحيث تلقي ظلالاً من الشك على المخاطر المرتبطة بالتدخين السلبي. قامت تلك الشركات كذلك بتمويل مؤسسات الفكر التحررية والمحافظة، مثل معهد كاتو في الولايات المتحدة، ومعهد الشؤون العامة في أستراليا الذي انتقد كلاً من البحث العلمي حول التدخين السلبي والمقترحات السياسية بتقييد حرية التدخين. تمثل هذه الأنشطة المنسقة المنتشرة بين شركات صناعة التبغ أولى محاولات الإنكار الجماعي. وفي الوقت الحالي، لا يُوجه كل النقد من قبل شركات صناعة التبغ أو الكيانات التي تمثل واجهة لها: كرد فعل للمعلومات المضللة التي قامت شركات التبغ بنشرها في المجتمع، طهرت حركة إنكار التبغ وهي تشترك في العديد من السمات التي تميز أي صورة من صور الإنكار الأخرى مثل إنكار فيروس نقص المناعة البشرية/الإيدز.

### الدراسات والمقالات النقدية الممولة من شركات صناعة التبغ

#### إنستروم وكابات
في عام 2003، نُشرت دراسة في المجلة الطبية البريطانية ذكر فيها كل من إنستروم وكابات أن أضرار التدخين السلبي قد تمت المبالغة بشأنها كثيرًا. ولكن لم يشر تحليلهما من قريب أو بعيد إلى وجود أية علاقة مهمة إحصائيًا بين التدخين السلبي وسرطان الرئة، على الرغم من أنه ذكر في افتتاحية الجريدة «أنهما قد يغاليان في تأكيد الطبيعة السلبية للنتائج التي توصلوا إليها.» قامت شركات صناعة التبغ بترويج هذا البحث كدليل على أن أضرار التدخين السلبي ليس لها دليل علمي. وجهت الجمعية الأمريكية للسرطان، التي استخدم العالمان إنستروم وكابات قاعدة بياناتها، نقدًا للبحث قائلة إنه «غير موثوق به ولا يعتمد عليه» مشيرةً إلى أن علماء الجمعية قد أشاروا إلى نقاط قصور شديدة في منهجية عمل إنستروم وكابات قبل نشر البحث. الجدير بالذكر أن الدراسة لم تقم بتحديد مجموعة المقارنة من «أشخاص» لم يتعرضوا لدخان غير مباشر.
كما أثارت علاقات إنستروم بشركات صناعة التبغ الأقاويل: ففي عام 1997، طالب إنستروم فيليب موريس في رسالة وجهها له «بتخصيص وديعة مالية كبيرة للأبحاث العلمية... حتى يمكن مواجهة هذا الكم الهائل من البيانات الخاصة بعلم انتشار الأمراض والأوبئة والأفكار الثابتة في العقول حول الآثار الصحية لدخان التبغ البيئي والتدخين الشره.» في قضية ابتزاز واحتيال مرفوعة ضد شركات التبغ الأمريكية، ذكرت محكمة المقاطعة بحث إنستروم وكابات باعتباره «مثالاً صارخًا على كيفية ارتكاب تسع شركات لتصنيع التبغ لجريمتي الابتزاز والاحتيال الجنائيتين لإخفاء مخاطر التعرض لدخان التبغ.» فقد وجدت المحكمة أن هذه الدراسة تخضع لإدارة وتمويل مركز أبحاث الهواء الداخلي، وهو كيان واجهة مهمته غير المعلنة محاولة «دحض» الدراسات التي تتناول التدخين السلبي وتضر بمصلحة صناعة التبغ. ويمول هذه الدراسة أيضًا ـ كما ذكرت المحكمة ـ فيليب موريس الذي ذكر أن بحث إنستروم «من الواضح أنه تم الزج به عمدًا في ساحات القضاء.» ودافع إنستروم عن دقة بحثه العلمي ضد ما أسماه «الانتقاد غير الشرعي من قبل أولئك الذين حاولوا طمس بحثه وتكذيب ما جاء به.»

#### جوري
كتب جيو باتا جوري المتحدث باسم شركات صناعة التبغ ومستشارها والخبير في فوائد المخاطر والبحث العلمي، في مجلة Regulation الصادرة عن معهد كاتو التحرري أن «... 70% تقريبًا من الدراسات المنشورة حول دخان التبغ البيئي وسرطان الرئة والبالغ عددها 75 دراسة لم تشر إلى فروق إحصائية مهمة حول المخاطر وأن هذه الدراسات تعد موضع نقاش. ذلك حيث تشير نسبة 17% من هذه الدراسات إلى زيادة المخاطر وتشير 13% منها إلى نقص المخاطر.»

#### ميلوي
ذكر ستيفن ميلوي، معلق «العلوم الزائفة» لشبكة فوكس نيوز ومستشار فيليب موريس السابق، أنه «... من بين الدراسات الـ 37 [المتعلقة بالتدخين السلبي]، أفادت 7 دراسات منها فقط - أي أقل من 19% - بحدوث زيادات كبيرة من الناحية الإحصائية في حالات الإصابة بسرطان الرئة.»
ركز أحد جوانب النقد التي روج لها ميلوي على المخاطر النسبية وتطبيقات علم انتشار الأمراض والأوبئة في الدراسات الخاصة بالتدخين السلبي. طرح ميلوي قوله بأن الدراسات التي تشير إلى مخاطر نسبية أقل من 2 تعد من العلوم الزائفة التي لن تحقق نفعًا. وقد تعرض هذا المنهج في التحليل المتعلق بعلم دراسة انتشار الأمراض والأوبئة للنقد من قبل المجلة الأمريكية للصحة العامة :
A major component of the industry attack was the mounting of a campaign to establish a "bar" for "sound science" that could not be fully met by most individual investigations, leaving studies that did not meet the criteria to be dismissed as "junk science."

وضعت شركات صناعة التبغ والعلماء المحسوبون عليها كذلك مجموعة من «الأسس الجيدة لعلم انتشار الأمراض والأوبئة» والتي كانت ستؤدي من الناحية العملية إلى إخفاء العلاقة بين الدخان غير المباشر وسرطان الرئة؛ وكان الهدف غير المعلن لهذه المعايير هو «عرقلة التشريعات التي ستؤثر بالسلب على صناعة التبغ». ومع ذلك، ذهب كل هذا الجهد أدراج الرياح عندما بات واضحًا استحالة موافقة أية مؤسسة مستقلة تعمل في المجالات المتعلقة بدراسة انتشار الأمراض والأوبئة على المعايير المقترحة من قبل فيليب موريس والآخرين.

#### الجدل الثائر حول منظمة الصحة العالمية
أشار أحد التقارير الصادرة عن الوكالة الدولية لأبحاث السرطان في عام 1998 حول دخان التبغ البيئي، أشار إلى وجود «أدلة واهية حول العلاقة بين جرعة دخان التبغ البيئي التي يتعرض لها الإنسان في بيئة العمل وفي منزل الزوجية وبين خطورة الإصابة بسرطان الرئة.»
وفي مارس من عام 1998، أي قبل نشر هذه الدراسة، نُشرت تقارير في وسائل الإعلام تزعم أن الوكالة الدولية لأبحاث السرطان ومنظمة الصحة العالمية كانتا تحاولان إبقاء المعلومات في طي الكتمان.  زعمت هذه التقارير، التي نُشرت في صحيفة صنداي تلغراف  والإيكونومست ، من بين مصادر أخرى، أن منظمة الصحة العالمية حجبت تقريرها الخاص عن النشر والذي من المفترض أنه فشل في إثبات وجود علاقة بين التدخين السلبي وعدد من الأمراض الأخرى (وخاصة سرطان الرئة).
وردًا على تلك المزاعم، أصدرت منظمة الصحة العالمية بيانًا صحفيًا أشارت فيه إلى أن نتائج الدراسة قد «حُرفت تمامًا» وأن هذه النتائج في الواقع كانت متطابقة إلى حد كبير مع الدراسات المماثلة التي تثبت أضرار التدخين السلبي. ونشرت الدراسة في مجلة المعهد الوطني للسرطان في أكتوبر من العام نفسه. وقد خُصص لهذا البيان الافتتاحية التالية:
When all the evidence, including the important new data reported in this issue of the Journal, is assessed, the inescapable scientific conclusion is that ETS is a low-level lung carcinogen.

ومع نشر الوثائق التي كانت تخص شركات صناعة التبغ سابقًا من خلال اتفاق التسوية مع شركات التبغ الأمريكية، تبين أن مصدر الجدل الثائر حول إخفاء منظمة الصحة العالمية للمعلومات هو عدة أطراف وهي شركة فيليب موريس وشركة التبغ البريطانية الأمريكية وشركات التبغ الأخرى في محاولة لتشويه سمعة النتائج العلمية التي من شأنها الإضرار بمصالحها التجارية. وخلص تحقيق أجري في منظمة الصحة العالمية بعد الإفراج عن الوثائق الخاصة بشركات صناعة التبغ إلى أن شركات صناعة التبغ هي التي أثارت هذا الجدل كجزء من حملة أكبر لخفض ميزانية منظمة الصحة العالمية، وتشويه نتائج الدراسات العلمية حول التدخين السلبي، وتشويه سمعة منظمة الصحة العالمية كمؤسسة. ونُفذت هذه الحملة بواسطة شبكة من المنظمات الواجهة المستقلة ظاهريًا إضافة إلى خبراء دوليين علميين تربطهم بهذه الشركات علاقات مالية مستترة.

#### دعوى ضد وكالة حماية البيئة
في عام 1993، أصدرت وكالة حماية البيئة في الولايات المتحدة تقريرًا يقدر أن التدخين السلبي في الولايات المتحدة يؤدي إلى 3000 حالة وفاة من جراء الإصابة بسرطان الرئة سنويًا.
قام كل من شركة فيليب موريس لصناعة التبغ وشركة التبغ آر. جيه. رينولدز ومجموعات تمثل مزارعين وموزعين ومسوقين للتبغ برفع دعوى قضائية، مدعية أن وكالة حماية البيئة تلاعبت بهذه الدراسة وتجاهلت الإجراءات العلمية والإحصائية المتفق عليها.
أصدرت محكمة وسط مقاطعة كارولاينا الشمالية بالولايات المتحدة حكمها لصالح شركات صناعة التبغ في عام 1998، مشيرة في حكمها إلى أن وكالة حماية البيئة لم تتبع الإجراءات العلمية والممارسات الوبائية، وأنها قد «استندت إلى أدلة واهية» لدعم النتائج التي استخلصتها مقدمًا. وذكرت المحكمة في تفنيدها للحكم أن «وكالة حماية البيئة سلمت علنًا بنتيجة قبل بداية البحث... وقامت بتعديل الإجراءات المتبعة والقواعد العلمية المتعارف عليها للوصول إلى الاستنتاج العام الذي خلصت إليه الوكالة... وفي أثناء إجراء تقييم مخاطر دخان التبغ البيئي، تغاضت الوكالة عن بعض المعلومات واستخلصت النتائج من معلومات بعينها؛ ولم تذع معلومات وبائية مهمة؛ وحادت عن المبادئ التوجيهية لاختبار تقييم المخاطر؛ وفشلت في الكشف عن نتائج وعلاقات منطقية هامة...»
في عام 2002، نجحت وكالة حماية البيئة في رفع دعوى استئناف لرد هذا القرار أمام الدائرة الرابعة بمحكمة الاستئناف في الولايات المتحدة. وأيدت المحكمة استئناف وكالة حماية البيئة من الجلسة التمهيدية الأولى على أساس أن التقرير الصادر عن الوكالة لم يصدر عنه قرارات تشريعية ولهذا تم إلغاء الحكم السابق.
في عام 1998، أوردت وزارة الصحة والخدمات الإنسانية الأمريكية، من خلال تقرير المواد المسرطنة الذي يصدره البرنامج الوطني الأمريكي للسمّية، دخان التبغ البيئي من بين المواد المسرطنة المعروفة، مشيرة إلى الدراسات الواردة في تقييم وكالة حماية البيئة بأنها «دراسات فردية تم تلخيصها وتقييمها بعناية.»

#### البحوث الممولة من شركات صناعة التبغ
كان دور شركات صناعة التبغ في تمويل البحوث العلمية المتعلقة بالتدخين السلبي مثار جدل شديد. أثبت استعراض للدراسات المنشورة الارتباط الوثيق بين شركات صناعة التبغ وبين الاكتشافات التي تبرئ التدخين السلبي من وصمة التسبب بالأمراض؛ تبلغ نسبة الباحثين المنتسبين لشركات صناعة التبغ الذين يشيرون إلى أن التدخين السلبي ليس ضارًا بالصحة، 88 ضعف نسبة الباحثين غير المرتبطين بهذه الشركات. وهناك مثال جلي لهذا الأمر تجسد واضحًا عند الإفراج عن الوثائق الخاصة بشركات صناعة التبغ، حيث نجح المديرون التنفيذيون في شركة فيليب موريس في إقناع أحد الكتاب في تنقيح مقاله الممول من شركات صناعة التبغ للتقليل من شأن دور دخان التبغ غير المباشر في متلازمة موت الرضيع الفجائي. وفي تقريرها الصادر في عام 2006، انتقدت جمعية الجراحين العموميين الأمريكية دور شركات صناعة التبغ في الجدل العلمي الدائر آنذاك:
The industry has funded or carried out research that has been judged to be biased, supported scientists to generate letters to editors that criticized research publications, attempted to undermine the findings of key studies, assisted in establishing a scientific society with a journal, and attempted to sustain controversy even as the scientific community reached consensus.

ووُضعت الخطوط العامة لهذه الاستراتيجية في اجتماع دولي ضم شركات التبغ عام 1988، واقترحت شركة فيليب موريس في هذا الاجتماع تكوين فريق من العلماء، يُنظم من خلال محامي الشركة «لإجراء الأبحاث حول موضوع دخان التبغ البيئي للحفاظ على الجدل العلمي قائمًا حول الموضوع.» وخضعت كل الأبحاث العلمية لرقابة و«تنقية» من قبل محامي شركات صناعة التبغ:
أشارت شركة فيليب موريس في أحد تقاريرها أنها كانت تكرس «... مبالغ نقدية كبيرة في هذه المشروعات... في محاولة للتنسيق بين العديد من العلماء في جميع أنحاء العالم ودفع رواتب لهم للحفاظ على استمرارية الجدل الدائر حول موضوع دخان التبغ البيئي.»

### رد فعل شركات صناعة التبغ
يمثل موضوع التدخين السلبي تهديدًا خطيرًا للمصالح الاقتصادية لشركات صناعة التبغ. ذلك حيث أدى هذا الموضوع إلى اتساع دائرة التدخين لتتعدى كونها عادة شخصية إلى قضية ذات بعد اجتماعي. في تقرير سري صدر في عام 1978، وصفت شركات صناعة التبغ تزايد المخاوف العامة بشأن التدخين السلبي بأنها «أهم المتغيرات خطورة على استمرارية صناعة التبغ حتى الآن.» أشار الحكم الصادر من محكمة مقاطعة كولومبيا في القضية المرفوعة من جانب حكومة الولايات المتحدة الأمريكية ضد شركة فيليب موريس، وآخرون إلى أن شركات صناعة التبغ «... أقرت منذ منتصف السبعينيات في القرن العشرين أن الآثار الصحية للتدخين السلبي تشكل تهديدًا شديد الوطأة لاستمرارية هذه الصناعة والأرباح التي تدرها السجائر،» وأن رد فعل هذه الشركات تمثل في «بذل جهود تهدف إلى تقويض الآراء العلمية التي تؤكد أن دخان التبغ البيئي يسبب الأمراض والتقليل من شأن هذه الآراء.»
لذلك، وضعت شركات صناعة التبغ عدة استراتيجيات للحد من تأثير التدخين السلبي على أعمالها:
- سعت شركات صناعة التبغ لنقل الجدل الثائر حول التدخين إلى ميدان الحريات المدنية وحقوق المدخنين وبعيدًا عن دائرة الاهتمامات الصحية، وذلك من خلال تمويل جماعات مثل جماعة فورست لحماية حقوق المدخنين.[158]
- تمويل الباحثين المتحيزين؛[5] في كل الاستعراضات الخاصة بآثار التدخين السلبي على الصحة المنشورة في الفترة بين 1980 و1995، كان العامل المشترك الوحيد المرتبط باستنتاج أن التدخين السلبي غير ضار بالصحة هو ما إذا كان الكاتب تابعًا لإحدى شركات صناعة التبغ أم لا.[153] ومع ذلك، لم تكن كل الدراسات التي فشلت في العثور على أدلة حول أضرار التدخين السلبي، أجراها باحثون ينتسبون للصناعة بطريقة أو بأخرى.
- العمل على إعاقة وتشويه سمعة البحوث الشرعية (انظر[5] للحصول على مثال عن كيفية محاولة شركات التبغ تشويه دراسة هيراياما التي تمثل نقطة تحول،[159] وللحصول على مثال لكيفية محاولة تلك الشركات إعاقة أحد التقارير الأسترالية الرائدة حول التدخين السلبي وتشويهه).
- تشجيع «علم انتشار الأمراض والأوبئة النافع» ومهاجمة ما يُسمى العلوم الزائفة (وهو مصطلح أشاعه ستيفن ميلوي أحد مناصري شركات التبغ): الهجوم على منهجية البحث وراء إظهار المخاطر الصحية في صورة معيبة، ومحاولة تشجيع العلم المفيد . استشهد كل من أونج وجلانتز (2001) بمذكرة داخلية من شركة فيليب موريس تعد دليلاً على ذلك كسياسة للشركة[140]
- إيجاد منافذ للبحوث المواتية لسياسات شركات التبغ. في عام 1989، أنشأت شركات صناعة التبغ الجمعية الدولية للبيئة العمرانية، التي نشرت المجلة المعتمدة طبيًا البيئة الداخلية والعمرانية. لم تتضمن هذه المجلة فضائح ناجمة عن صراع مصالح بين الكتاب العاملين بها. في ظل الوثائق التي أتيحت بموجب اتفاقية التسوية مع شركات التبغ الأمريكية، تبين أن مجلس إدارة الجمعية وهيئة تحرير المجلة كانا تابعين للمستشارين مدفوعي الأجر العاملين لدى شركات صناعة التبغ. نشرت المجلة مجموعة هائلة من المقالات حول التدخين السلبي، وكان أكثرها في صالح شركات صناعة التبغ الأمريكية.[160]

في ضوء محاولة شركات صناعة التبغ نشر أبحاث غير محايدة إضافة إلى جهودها الرامية إلى تقويض النتائج العلمية، خلص تقرير جمعية الجراحين العموميين الأمريكية لعام 2006 إلى أن شركات التبغ «حاولت الإبقاء على الجدل وذلك حتى في حالة إجماع الأوساط العلمية على رأي موحد... تشير الوثائق الخاصة بشركات التبغ إلى أنها تورطت على نطاق واسع في أنشطة... تجاوزت حدود الممارسة العلمية المتعارف عليها.» نص حكم محكمة المقاطعة الأمريكية، في القضية المرفوعة من جانب حكومة الولايات المتحدة الأمريكية ضد شركة فيليب موريس وآخرين، إلى أنه «... على الرغم من إقرارهم فيما بينهم بمخاطر دخان التبغ غير المباشر، إلا أن هؤلاء المدافعين عن شركات التبغ أنكروا بصورة احتيالية أن انبعاثات دخان التبغ البيئي تسبب الأمراض.»

#### موقف شركات التبغ الكبرى
تباينت مواقف شركات التبغ الكبرى في مسألة التدخين السلبي إلى حد ما. بشكل عام، واصلت شركات التبغ التركيز على التشكيك في منهجية الدراسات التي تشير إلى أضرار التدخين السلبي. تقر بعض الشركات (مثل شركة التبغ البريطانية الأمريكية وشركة فيليب موريس) بالإجماع الطبي على أن التدخين السلبي يحمل في طياته مخاطر صحية، في حين لا تزال شركات أخرى تؤكد أن الأدلة التي تسوقها الأوساط الطبية غير حاسمة. تصف شركة مثل إمبريال توباكو الدخان غير المباشر بأنه «مزعج» و«بغيض»، لكنها تنفي ارتباطه بأية مخاطر صحية. تؤيد شركات التبغ الدعوة لتخصيص أماكن يُحظر فيها التدخين داخل المنشآت العامة كبديل عن حظر التدخين تمامًا.

### حكومة الولايات المتحدة تقيم دعوى فساد وابتزاز ضد شركات التبغ
في الثاني والعشرين من سبتمبر 1999، أقامت وزارة العدل الأمريكية دعوى فساد وابتزاز ضد شركة فيليب موريس وغيرها من كبريات الشركات المصنعة للسجائر. وبعد ما يقرب من 7 سنوات، في 17 أغسطس عام 2006، قرر قاضي المقاطعة جلاديس كيسلر إثبات دعوى الحكومة بأن الشركات المتهمة قد انتهكت قانون مكافحة الابتزاز والفساد المؤسسي. على وجه الخصوص، أدان القاضي كيسلر شركة فيليب موريس وغيرها من شركات التبغ بأنها:
- تآمرت للتقليل من شأن المخاطر الصحية للتدخين وتضليل العامة وتشويش أفكارهم عن المسألة.
- أنكرت علنًا وأقرت سرًا بأن دخان التبغ غير المباشر يضر غير المدخنين.
- أتلفت الوثائق ذات الصلة بالدعوى القضائية.

أدان الحكم شركات التبغ بأنها بذلت جهودًا مشتركة للتقليل من شأن إجماع الجهات العلمية والتشكيك في وجهة نظرها بأن التدخين السلبي يسبب الأمراض، ولا سيما من خلال السيطرة على نتائج البحوث عن طريق الاستشاريين مدفوعي الأجر. خلص الحكم أيضًا إلى أن شركات التبغ تواصل إلى الآن محاولاتها الاحتيالية لإنكار التأثيرات الصحية للتعرض لدخان التبغ البيئي. 
في 22 مايو 2009، أيدت هيئة مؤلفة من ثلاثة قضاة من محكمة استئناف واشنطن وبالإجماع الحكم الصادر عن محكمة المقاطعة في عام 2006.

## حظر التدخين
نتيجة للمخاطر الصحية المقترنة بالتدخين السلبي، طُرحت فكرة حظر التدخين في الأماكن العامة المغلقة مثل المطاعم والمقاهي والملاهي الليلية في عدد من الدوائر القضائية، على المستوى الوطني أو المحلي. وكانت جمهورية أيرلندا هي أول دولة في العالم تصدر قرارًا بحظر التدخين تمامًا في جميع أماكن العمل المغلقة وذلك في 29 مارس 2004. ومنذ ذلك الحين، حذت دول كثيرة حذوها. تلتزم الدول الموقعة على اتفاقية إطار عمل منظمة الصحة العالمية بشأن مكافحة التبغ قانونًا بسن تشريعات فعالة «للحماية من التعرض لدخان التبغ في أماكن العمل المغلقة، ووسائل النقل العام، والأماكن العامة المغلقة، وأي أماكن عامة أخرى كلما أمكن.» (المادة 8 من اتفاقية إطار عمل منظمة الصحة العالمية بشأن مكافحة التبغ) أقرت أطراف الاتفاقية الإطارية كذلك المبادئ التوجيهية بشأن الحماية من التعرض لدخان التبغ غير المباشر التي تنص على أن «التدابير الفعالة للحماية من التعرض لدخان التبغ... تتطلب القضاء التام على التدخين ودخان التبغ في مكان معين أو بيئة معينة للتمتع ببيئة خالية تمامًا من الدخان.»
وأظهرت استطلاعات الرأي تأييدًا كبيرًا لفكرة حظر التدخين. وفي يونيو 2007، كشفت دراسة استقصائية شملت 15 دولة أن نسبة الموافقة على حظر التدخين بلغت 80%. وأظهرت دراسة استقصائية في فرنسا، التي تعد دولة من المدخنين، أن 70% ممن شملتهم الدراسة يؤيدون حظر التدخين.

### نتائج حظر التدخين
نجم عن حظر التدخين عدة آثار إيجابية وسلبية، أثار بعضها جدلاً.

#### الآثار الإيجابية
انخفضت حالات الإصابة بالأزمات القلبية بنسبة 27% في أول 18 شهرًا من فرض مدينة بويبلو الواقعة في ولاية كولورادو لقرار حظر التدخين في عام 2003. ولم تتغير نسب الإصابة في المدن المجاورة التي لم تفرض حظر التدخين. ذكر الدكتور ريموند جيبونز، رئيس الجمعية الأمريكية لأمراض القلب «أنه يُرجح أن يكون سبب انخفاض عدد الإصابات بالنوبات القلبية في غضون السنة والنصف الأولى التالية لحظر التدخين هو تراجع تأثير الدخان غير المباشر كعامل مثير للنوبات القلبية.»
وفي أبريل عام 2010، نشرت مجلة الجمعية الطبية الكندية دراسة تقييمية لآثار عملية حظر تدخين ذات ثلاثة مراحل في تورنتو عاصمة مقاطعة أونتاريو على أمراض القلب والأوعية الدموية وأمراض الجهاز التنفسي. امتدت الدراسة لمدة 10 سنوات ابتداءً من 1996 وحتى 2006، وهي الفترة التي قامت فيها تورونتو بمنع التدخين على مراحل، بدءًا من الأماكن العامة وأماكن العمل في عام 1999، تليها المطاعم ومراكز البولينج في عام 2001، ونهاية بالحانات والكازينوهات وحلبات السباق في عام 2004. أشارت الدراسة إلى أنه خلال تنفيذ حظر التدخين في المطاعم، شهدت حالات الإصابة بأمراض القلب والأوعية الدموية انخفاضًا بنسبة 39%، كما انخفضت نسبة الإصابة بأمراض الجهاز التنفسي بنسبة 33%. ولم تنخفض نسب الإصابة بهذه النوبات بشكل ملحوظ في المدن الأخرى التي لم تفرض حظر التدخين. وخلص العلماء الذين أجروا الدراسة إلى أن نتائجها تدعو لبذل مزيد من الجهود للحد من تعرض العامة لدخان التبغ. في مايو 2006، قررت مقاطعة أونتاريو فرض حظر شامل على التدخين الذي مدد القيود المفروضة على كافة المدن والبلديات في أونتاريو.
ومع ذلك، لم يجمع كل الباحثين على وجود علاقة سببية، وتتناقض نتائج إحدى الدراسات التي أجريت في عام 2009 على العديد من حالات حظر التدخين في الولايات المتحدة مع مثل هذه التأكيدات.

#### الآثار السلبية
وقد أثبتت بعض الدراسات حدوث آثار سلبية لحظر التدخين في الأماكن العامة، وخاصة في الحانات. فقد أشارت إحدى الدراسات إلى حدوث تداعيات اقتصادية سلبية من جراء حالات حظر التدخين في الحانات والمطاعم، وذلك على الرغم من أن هذا يتناقض مع دراسات أخرى في الشأن نفسه. إضافة إلى ذلك، خلصت دراسة أخرى إلى أن حظر التدخين في الحانات اقترن بزيادة حالات الوفيات الناجمة عن القيادة تحت تأثير الكحوليات، ويُفترض حدوث هذا من جراء قيادة المدخنين لمسافات أطول للوصول إلى الحانات، والدوائر القضائية التي تسمح بالتدخين، و/أو الحانات المجهزة بمقاعد في الهواء الطلق.

### وسائل بديلة عن الحظر التام للتدخين
وقد اقتُرحت عدة بدائل لحظر التدخين كوسيلة تهدف إلى الحد من الأضرار الناجمة عنه، لا سيما في الحانات والمطاعم. على سبيل المثال، يشير منتقدو حظر التدخين إلى الدراسات التي ترجح زيادة منافذ التهوية كوسيلة للحد من الملوثات الناجمة عن دخان التبغ وتحسين جودة الهواء. كما أن شركات صناعة التبغ قد شجعت على فكرة زيادة منافذ التهوية بدلاً من الحظر الكامل، وذلك من خلال خبراء مستقلين ظاهريًا تربطهم غالبًا علاقات سرية بشركات التبغ. إلا أن ذلك لا يعني أن كل منتقدي حظر التدخين لهم مصالح مع شركات التبغ.
أصدرت الجمعية الأمريكية لمهندسي التدفئة والتبريد وتكييف الهواء في عام 2005 بيانًا ذكرت فيه أنه بينما تقضي غرف التدخين المغلقة تمامًا على المخاطر التي تتعرض لها المناطق التي لا يُسمح فيها بالتدخين، إلا أن حظر التدخين يعد الوسيلة الوحيدة للقضاء نهائيًا على المخاطر الصحية المرتبطة بالتعرض لدخان التبغ في الأماكن المغلقة. وخلصت أيضًا إلى عدم فعالية أي نظام لتخفيف الدخان أو تنقية الملوثات للقضاء على مخاطر التعرض لدخان التبغ. وقد وصل كل من جمعية الجراحين العموميين الأمريكية والمركز المشترك للبحوث التابع للمفوضية الأوروبية إلى نتائج مشابهة في هذا الشأن. تشير التوجيهات التنفيذية الصادرة عن اتفاقية إطار عمل منظمة الصحة العالمية بشأن مكافحة التبغ إلى أن الوسائل الهندسية، مثل التهوية، تبدو غير فعالة ولا توفر أية حماية من التعرض لدخان التبغ غير المباشر. ولكن هذا لا يعني بالضرورة أن هذه التدابير غير مجدية في الحد من الضرر، إلا أنها عاجزة عن الوصول بمستوى التعرض إلى دخان التبغ إلى نقطة الصفر تمامًا.
اقترح البعض الآخر نظامًا ينطوي على الحصول على تصاريح التلوث القابلة للتداول، على غرار نظم الحد الأقصى والإتجار التي تمنح من خلالها تصاريح خاصة والمطبقة من قبل وكالة حماية البيئة في العقود الأخيرة للحد من أنواع أخرى من الملوثات. وهذا من شأنه ضمان أن بعض الحانات/المطاعم في دائرة قضائية معينة سيحظر فيها التدخين، بينما سيُترك القرار للسوق.

## روابط خارجية
الكيانات العلمية
- Health Effects of Exposure to Environmental Tobacco Smoke، من المعهد الوطني للسرطان بالولايات المتحدة الأمريكية
- Environmental Tobacco Smoke بي دي إف  (219 KB). من التقرير الحادي عشر الصادر عن المعاهد الوطنية للصحة بالولايات المتحدة والذي يدور موضوعه عن المواد المسرطنة
- U.S. Dept. of Health and Human Services؛ Centers for Disease Control and Prevention؛ Coordinating Center for Health Promotion؛ National Center for Chronic Disease Prevention and Health Promotion؛ Office on Smoking and Health (27 يونيو 2006). "The Health Consequences of Involuntary Exposure to Tobacco Smoke: A Report of the Surgeon General". Atlanta, Ga.: جراح عام للولايات المتحدة الامريكية. O2NLM: WA 754 H4325 2006. مؤرشف من الأصل في 2012-04-21. Secondhand smoke exposure causes disease and premature death in children and adults who do not smoke {{استشهاد بدورية محكمة}}: الاستشهاد بدورية محكمة يطلب |دورية محكمة= (مساعدة)
- Tobacco Smoke and Involuntary Smoking, دراسة علمية صادرة عن منظمة الصحة العالمية والوكالة الدولية لأبحاث السرطان
- Secondhand Smoke Fact Sheet من مراكز مكافحة الأمراض والوقاية منها بالولايات المتحدة الأمريكية
- Health Effects of Exposure to Environmental Tobacco Smoke, من وكالة حماية البيئة بكاليفورنيا

صناعة التبغ
- Tobacco Company Strategies to Undermine Tobacco Control Activities بي دي إف  (1.55 MB): تقرير لجنة الخبراء بخصوص وثائق صناعة التبغ الصادر عن منظمة الصحة العالمية
- The Legacy Tobacco Documents Library و British American Tobacco Documents Archive، من جامعة كاليفورنيا، سان فرانسيسكو
- Philip Morris USA Document Archive, نشر الوثائق علنًا إبان عقد اتفاقية التسوية مع شركات التبغ الأمريكية

روابط أخرى
- Guidelines Protection from Exposure to Secondhand Smoke, إرشادات للحماية من التعرض للدخان غير المباشر بموجب اتفاقية إطار عمل منظمة الصحة العالمية بشأن مكافحة التبغ
- WHO Policy recommendations on protection from exposure to second-hand tobacco smoke
- Rodent smoke screen: Rat model shows tobacco smoke exposure induces brain changes indicative of nicotine dependence, في مجلة Science Daily العلمية الإليكترونية
- Kessler، Gladys (17 أغسطس 2006). "United States of America v. Philip Morris et al.: Final Opinion of Judge Gladys Kessler" (PDF). United States District Court for the District of Columbia. مؤرشف من الأصل (PDF) في 2016-03-10.{{استشهاد ويب}}:  صيانة الاستشهاد: ref duplicates default (link)
- "How Secondhand Cigarette Smoke Changes Your Genes"